# Equipo de Fed Cup de Corea del Sur
El Equipo de Copa Billie Jean King de Corea del Sur es el equipo representativo de Corea del Sur en la máxima competición internacional a nivel de naciones del tenis femenino. Su organización está a cargo de la Korea Tennis Association.

## Historia
Corea del Sur compitió en su primera Fed Cup en 1973.
Su mejor resultado fue la clasificación para el Grupo Mundial II en 1997, y alcanzar los octavos de final en cinco ocasiones.